# ليزا سكينر
ليزا سكينر (بالإنجليزية: Lisa Skinner) هي لاعبة جمباز فني أسترالية، ولدت في 17 فبراير 1981.

## وصلات خارجية
- ليزا سكينر على موقع الاتحاد الدولي للجمباز (licence) (الإنجليزية)
- ليزا سكينر على موقع الاتحاد الدولي للجمباز (biography) (الإنجليزية)
- ليزا سكينر على موقع أوليمبيديا (الإنجليزية)
- ليزا سكينر على موقع اللجنة الأولمبية الأسترالية (الإنجليزية)
- ليزا سكينر على موقع اتحاد ألعاب الكومنولث (مؤرشف) (الإنجليزية)